# Lago de Coipasa
Lago de Coipasa är en sjö i Bolivia.   Den ligger i departementet Oruro, i den sydvästra delen av landet, 300 km väster om huvudstaden Sucre. Lago de Coipasa ligger 3 661 meter över havet. Arean är 806 kvadratkilometer. Den sträcker sig 48,1 kilometer i nord-sydlig riktning, och 49,0 kilometer i öst-västlig riktning.
Trakten runt Lago de Coipasa är nära nog obefolkad, med mindre än två invånare per kvadratkilometer.